# Ilha do Rei
Ilha do Rei – wyspa położona w estuarium rzeki Gêba we wschodniej części stolicy Gwinei Bissau – Bissau.  

## Charakterystyka
Wyspa ma długość 3,18 kilometra. Według różnych źródeł ma 493, pięciuset lub 2000 mieszkańców należących do grupy etnicznej Papel i porozumiewających się charakterystycznym dlań dialektem. 
Ma połączenie łodziami z resztą stolicy (dziesięć minut podróży do Porto de Canoa w Bissau). Nie jest zelektryfikowana, nie ma tu też placówek służby zdrowia. Od 2017 działa prowizoryczna szkoła.
Na wyspie stoi latarnia morska Farol da Ilha do Rei oraz ruiny wytwórni oleju palmowego. Mieszkańcy trudnią się głównie połowem ryb.

## Przyroda
Na wyspie zanotowano występowanie otwornic gatunku Triloculina circularis.

## Galeria

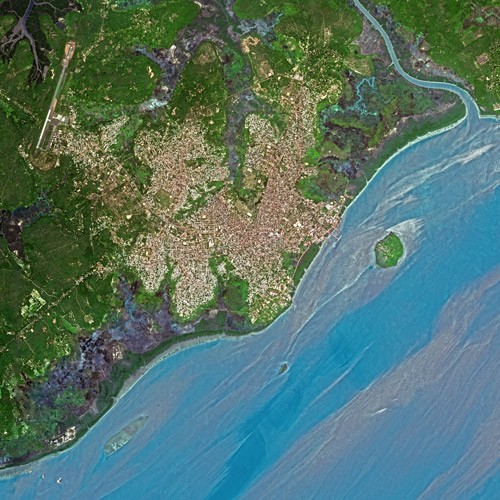
Widok na Bissau i wyspę
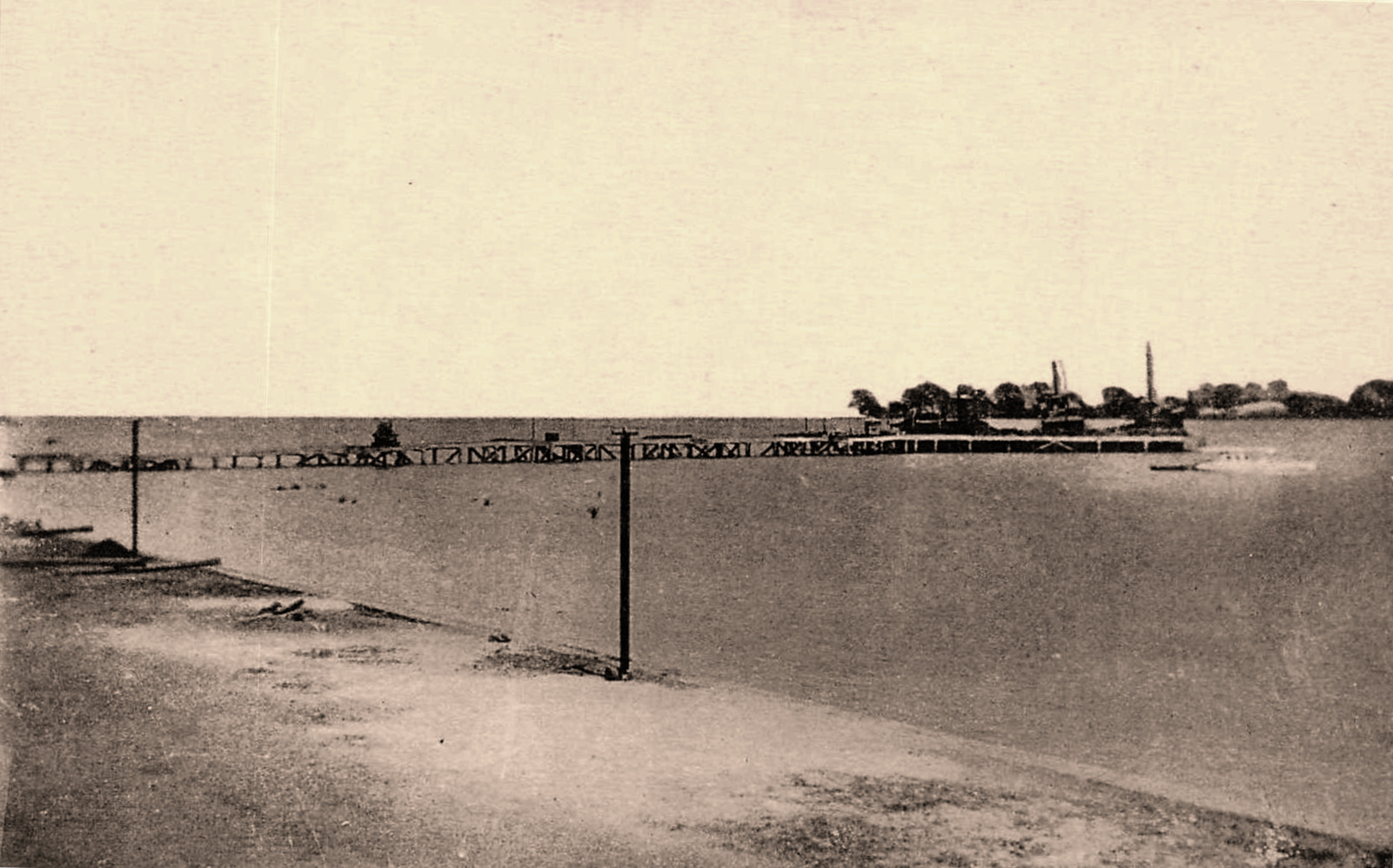
Widok na wyspę z portu w Bissau (1910)
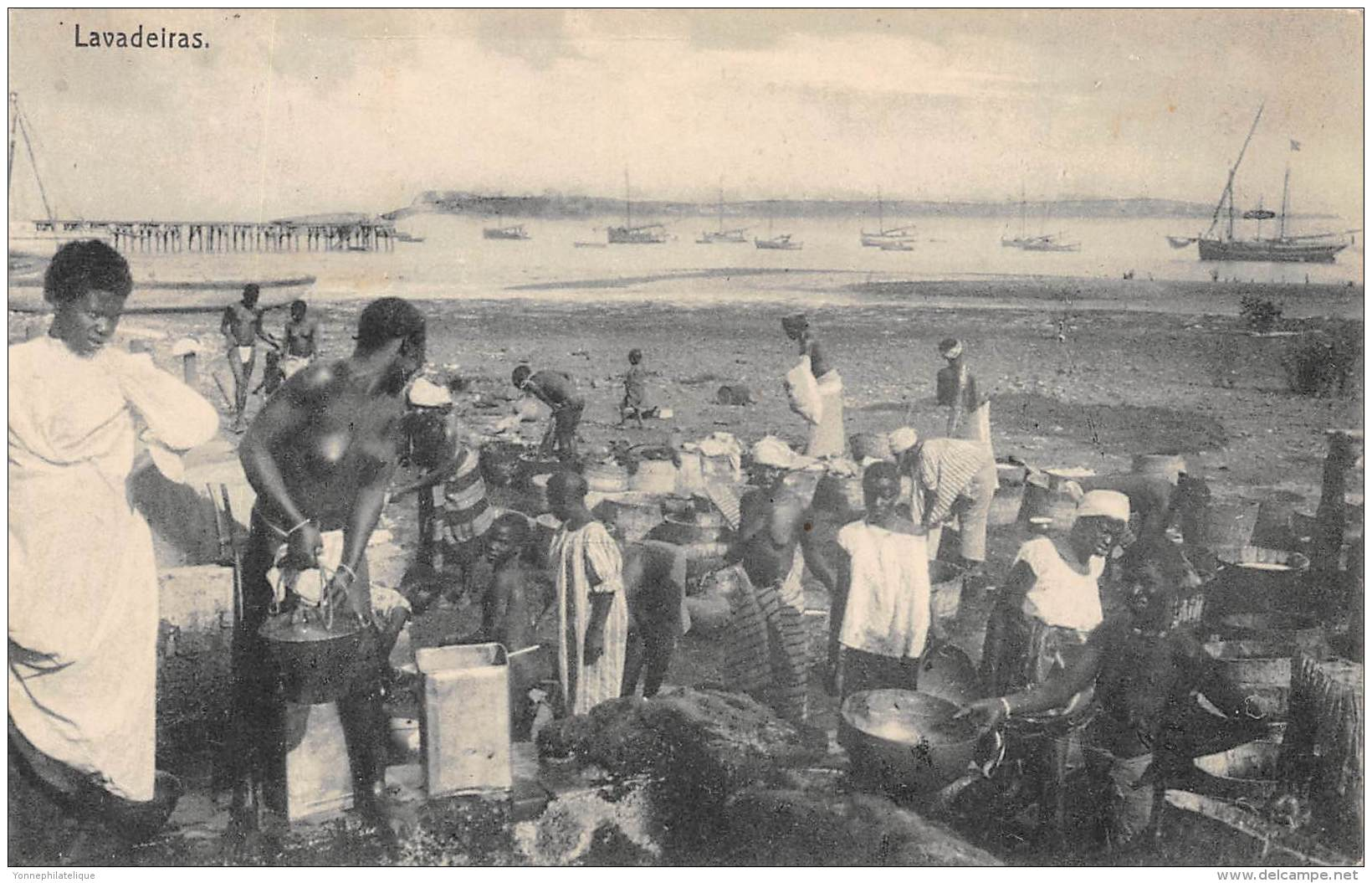
Wyspa z portu w 1915